# Любятув (Всховський повіт)
Любятув (пол. Lubiatów) — село в Польщі, у гміні Слава Всховського повіту Любуського воєводства.
Населення — 117 осіб (2011).

## Демографія
Демографічна структура станом на 31 березня 2011 року:
|          | Загалом | Допрацездатний вік | Працездатний вік | Постпрацездатний вік |
| -------- | ------- | ------------------ | ---------------- | -------------------- |
| Чоловіки | 60      | 7                  | 47               | 6                    |
| Жінки    | 57      | 8                  | 38               | 11                   |
| Разом    | 117     | 15                 | 85               | 17                   |